# Pseudalsomyia hyrcanica
Pseudalsomyia hyrcanica är en tvåvingeart som beskrevs av Richter 1981. Pseudalsomyia hyrcanica ingår i släktet Pseudalsomyia och familjen parasitflugor. Inga underarter finns listade i Catalogue of Life.